# Фауст (гравюра Рембрандта)
«Фауст» (нидерл. Faust) — один из офортов выдающегося голландского художника" Рембрандта Харменса ван Рейна, созданный в 1652 году и имеющий четыре «состояния» (фиксирующих последовательные авторские изменения обработки гравировальной «доски»; все они считаются согласно специфике печатной графики полноценными оригиналами). Вначале офорт назывался «Алхимик у себя в кабинете». Правильное название: «Доктор Фаутреус» (нидерл. Dokter Fautrieus). Это произведение продолжают называть ошибочно «Фауст» или «Доктор Фауст», тогда как гравюра не имеет ничего общего с мифом об алхимике Фаусте, обуреваемом желанием получить новые знания и магическую силу. На самом деле на гравюре изображён голландский философ по имени Фаутрий; на эту тему также известна пьеса под названием «Доктор Фотриус» (фр. Le Docteur Fautrieus).
Недоразумение с названием связано с тем, что И. В. фон Гёте поместил этот офорт в издание поэмы «Фауст» 1790 года. Однако, не исключено, что на офорте может быть изображён Иоганн Фауст, герой пьесы «Трагическая история доктора Фауста» (опубликована ок. 1604) английского драматурга Кристофера Марло.

## Композиция
На офорте изображен учёный, на что указывают книги, карандаш в его правой руке, армиллярная сфера на переднем и череп на дальнем плане. На фоне окна сияет световой круг, а в его центре выделяются четыре буквы «INRI». Это известная аббревиатура латинской фразы «Iesus Nazarenus Rex Iudaeorum» (Иисус Назарянин, Царь Иудейский), которая имеется на «титле» (табличке) Распятия Христа. Для алхимиков эта надпись имеет другое значение: «Ignis Natura Renovatur Integram» (Вся природа постоянно обновляется огнём). Историк искусства Жан-Мари Кларк отметил необычное расположение этих четырёх букв, позволяющее читать «RIIN», фамилию Рембрандта (Harmenz van Rijn).
Кроме того, по окружности (по часовой стрелке) вписан следующий текст: «ADAM Te DAGERAM AMRTET ALGAR ALGASTNA». Это анаграмма, истинный текст неизвестен. Из центра круга показывается рука, указывающая на подобие овала справа от сияющей надписи. Справа за окном воображение зрителя позволяет разглядеть тень какой-то фигуры.
Рембрандт как обычно дополнил «травлёный штрих» офорта «сухой иглой» и резцом. Он сделал это около 1652 года в Харлеме. Тональный контраст затемнённого дальнего плана пространства комнаты и светлого с еле намеченными штрихами переднего плана подчёркивает загадочность сцены.
Гравюра «Фауст» в творчестве Рембрандта единственная в своём роде, однако она удивительным образом корреспондирует с образом самого художника. Выдающийся знаток нидерландского искусства Эжен Фромантен писал в своей знаменитой книге «Старые мастера» о Рембрандте: «Мнимый художник материального мира, художник грёз, идей и мечтаний… творит скорее как философ, чем как поэт… Красоту физическую Рембрандт заменял духовным выражением, воспроизведение вещей — почти полным их преображением, исследование — умозрением психолога, точное, умелое или наивное наблюдение — озарениями ясновидца… Жизнь, которая ему грезится, носит отпечаток какого-то другого мира, делающую жизнь реальную почти холодной и бледной… Идеал Рембрандта, подобный сну, который видят с закрытыми глазами, — это свет: нимб вокруг предметов, фосфорическое сияние на чёрном фоне… Рембрандт был в действительности чистейшим спиритуалистом, скажем точнее, художником идей… В этом ключ к тайне!».